# IAAF World Challenge 2016
Lo IAAF World Challenge 2016 è la settima edizione dello IAAF World Challenge, circuito di meeting internazionali di atletica leggera organizzati dalla IAAF.

## Meeting
| Meeting                            | Città                 | Nazione     | Data        | Resoconto |
| ---------------------------------- | --------------------- | ----------- | ----------- | --------- |
| Melbourne Track Classic            | Melbourne             | Australia   | 5 marzo     | resoconto |
| Jamaica International Invitational | Kingston              | Giamaica    | 7 maggio    | resoconto |
| Golden Grand Prix                  | Kawasaki              | Giappone    | 8 maggio    | resoconto |
| IAAF World Challenge Beijing       | Pechino               | Cina        | 18 maggio   | resoconto |
| Golden Spike Ostrava               | Ostrava               | Rep. Ceca   | 20 maggio   | resoconto |
| FBK Games                          | Hengelo               | Paesi Bassi | 22 maggio   | resoconto |
| Meeting Grand Prix IAAF de Dakar   | Dakar                 | Senegal     | 25 maggio   | resoconto |
| Grande Prêmio Brasil de Atletismo  | São Bernardo do Campo | Brasile     | 19 giugno   | resoconto |
| Meeting de Atletismo Madrid        | Madrid                | Spagna      | 23 giugno   | resoconto |
| ISTAF Berlin                       | Berlino               | Germania    | 3 settembre | resoconto |
| Hanžeković Memorial                | Zagabria              | Croazia     | 6 settembre | resoconto |